# Kabinett Abela I
Das Kabinett Abela I war vom 13. Januar 2020 bis zum 20. Februar 2022 die Regierung von Malta, geleitet von Premierminister Robert Abela von der Partit Laburista (PL). Die Bildung erfolgte nach dem Rücktritt von Joseph Muscat als Premierminister und es löste damit das dritte Kabinett Muscat ab. Das Kabinett stützt sich auf die Ergebnisse der von der PL gewonnene Parlamentswahl vom 3. Juni 2017. Am 20. Februar 2022 wurde es vom Kabinett Abela II abgelöst. 

## Kabinett
| Amt/Ressort | Amtsinhaber | Amtsinhaber             | Partei           | Amtszeit                                |
| --- | ----------- | ----------------------- | ---------------- | --------------------------------------- |
| Premierminister |             | Robert Abela            | Partit Laburista | seit 13. Januar 2020                    |
| Stellvertretender Ministerpräsident Gesundheit                                                                                               |             | Chris Fearne            | Partit Laburista | seit 15. Januar 2020                    |
| Wirtschaft, Investitionen und Kleinunternehmen                                                                                               |             | Silvio Schembri         | Partit Laburista | seit 15. Januar 2020                    |
| Bildung und Beschäftigung (bis 23. November 2020) Bildung (23. November 2020 bis 27. Dezember 2021) Bildung und Sport (ab 27. Dezember 2021) |             | Owen Bonnici            | Partit Laburista | 15. Januar 2020 bis 23. November 2020   |
| Bildung und Beschäftigung (bis 23. November 2020) Bildung (23. November 2020 bis 27. Dezember 2021) Bildung und Sport (ab 27. Dezember 2021) |             | Justyne Caruana         | Partit Laburista | 23. November 2020 bis 27. Dezember 2021 |
| Bildung und Beschäftigung (bis 23. November 2020) Bildung (23. November 2020 bis 27. Dezember 2021) Bildung und Sport (ab 27. Dezember 2021) |             | Clifton Grima           | Partit Laburista | seit 27. Dezember 2021                  |
| Umwelt, Klimawandel und Planung |             | Aaron Farrugia          | Partit Laburista | seit 15. Januar 2020                    |
| Familie, Kinderrechte und soziale Solidarität                                                                                                |             | Michael Falzon          | Partit Laburista | seit 15. Januar 2020                    |
| Finanzen und Finanzdienstleistungen (bis 22. November 2020) Finanzen und Beschäftigung (seit 23. November 2020)                              |             | Edward Scicluna         | Partit Laburista | 15. Januar 2020 bis 22. November 2020   |
| Finanzen und Finanzdienstleistungen (bis 22. November 2020) Finanzen und Beschäftigung (seit 23. November 2020)                              |             | Clyde Caruana           | Partit Laburista | seit 23. November 2020                  |
| Europäische und Auswärtige Angelegenheiten                                                                                                   |             | Evarist Bartolo         | Partit Laburista | seit 15. Januar 2020                    |
| Gozo |             | Justyne Caruana         | Partit Laburista | 15. Januar 2020 bis 20. Januar 2020     |
| Gozo |             | Clint Camilleri         | Partit Laburista | seit 20. Januar 2020                    |
| Inneres, Verteidigung, Strafverfolgung und nationale Sicherheit                                                                              |             | Byron Camilleri         | Partit Laburista | seit 15. Januar 2020                    |
| Justiz, Gleichstellung und Regierungsführung (bis 23. November 2020) Justiz und Regierungsführung (ab 23. November 2020)                     |             | Edward Zammit Lewis     | Partit Laburista | seit 15. Januar 2020                    |
| Tourismus (bis 23. November 2020) Tourismus und Verbraucherschutz (ab 23. November 2020)                                                     |             | Julia Farrugia Portelli | Partit Laburista | 15. Januar 2020 bis 23. November 2020   |
| Tourismus (bis 23. November 2020) Tourismus und Verbraucherschutz (ab 23. November 2020)                                                     |             | Clayton Bartolo         | Partit Laburista | seit 23. November 2020                  |
| Energie- und Wassermanagement (bis 23. November 2020) Energie, Unternehmen und nachhaltige Entwicklung (ab 23. November 2020)                |             | Michael Farrugia        | Partit Laburista | 15. Januar 2020 bis 23. November 2020   |
| Energie- und Wassermanagement (bis 23. November 2020) Energie, Unternehmen und nachhaltige Entwicklung (ab 23. November 2020)                |             | Miriam Dalli            | Partit Laburista | seit 23. November 2020                  |
| Verkehr, Infrastruktur und Kapitalprojekte                                                                                                   |             | Ian Borg                | Partit Laburista | seit 15. Januar 2020                    |
| Nationales Erbe, Kunst und Kommunalverwaltung                                                                                                |             | Jose Herrera            | Partit Laburista | seit 15. Januar 2020                    |
| Sozialer Wohnungsbau |             | Roderick Galdes         | Partit Laburista | seit 15. Januar 2020                    |
| Landwirtschaft, Fischerei und Tierrechte |             | Clint Camilleri         | Partit Laburista | 15. Januar 2020 bis 20. Januar 2020     |
| Landwirtschaft, Fischerei und Tierrechte |             | Anton Refalo            | Partit Laburista | seit 21. Januar 2020                    |
| Gleichstellung, Innovation, Forschung und die Koordinierung der Post-Covid-19-Strategie (ab 23. November 2020)                               |             | Owen Bonnici            | Partit Laburista | seit 23. November 2020                  |
| Senioren und aktives Altern (ab 23. November 2020)                                                                                           |             | Michael Farrugia        | Partit Laburista | seit 23. November 2020                  |
| Minister ohne Geschäftsbereich für Nachhaltige Entwicklung, sozialen Dialog und die Umsetzung des Wahlmanifests                              |             | Carmelo Abela           | Partit Laburista | seit 15. Januar 2020                    |